# Flugplatz Montauban

i7
i11
i13
Der Aérodrome de Montauban (IATA-Code: XMW, ICAO-Code: LFDB) ist ein Flugplatz der Allgemeinen Luftfahrt in der französischen Region Okzitanien. Er liegt im Département Tarn-et-Garonne 50 km nördlich von Toulouse. Neben der zivilen Nutzung dient er der Aviation légère de l’armée de Terre, den französischen Heeresfliegern, als Wartungsstandort.

## Geschichte
Der Flugplatz wurde 1911 eröffnet und wird seit 1931 vom Aéro-Club Montalbanais betrieben. Anlässlich seines 100-jährigen Bestehens erhielt er am 29. Mai 2011 den Namen Morin-Védrines im Gedenken an die Piloten Arthur Morin und Jules Védrine.

## Militärische Nutzung
Auf 27 ha Gelände befindet sich am Rande des Flugplatzes seit 1946 der Instandsetzungsbetrieb für die Luftfahrzeuge des französischen Heeres. Die zuvor 11e base de soutien du matériel bezeichnete Einheit wurde Mitte 2011 in 9e bataillon de soutien aéromobile umbenannt und ist seit 2011 Teil der Garnison Montauban-Agen-Castelsarrasin ist.

## Zivile Nutzung
Die zivile Nutzung durch die Allgemeine Luftfahrt erfolgt insbesondere für den Luftsport.